# ليلي غينتل
ليلي غينتل (بالإنجليزية: Lili Gentle)‏ هي ممثلة أمريكية، ولدت في 4 مارس 1940 في برمنغهام في الولايات المتحدة.

## وصلات خارجية
- ليلي غينتل على موقع IMDb (الإنجليزية)
- ليلي غينتل على موقع قاعدة بيانات الفيلم (الإنجليزية)